# 티비에이치글로벌
주식회사 티비에이치글로벌(영어: TBH GLOBAL. CO.,LTD) 또는 베이직하우스는 대한민국의 의류 브랜드이자 관련 회사이다.

## 역사
현재의 대표이사인 우종완이 부산대 섬유공학과를 졸업하고 태창 등을 거쳐 아버지의 염색공장에서 일하다가 1991년 8월 10일에 설립한 일흥섬유가 모태이다. 대기업 하청 봉제공장으로 시작하였다가 의류 제조업으로 전환하여, 2000년 12월 22일에 법인화와 함께 현재의 베이직하우스로 발족했다. 2005년 12월 유가증권시장에 상장되었다.
특유의 흰색 면 티셔츠가 상당히 유명하다. 브랜드로써는 국내 최초로 전 유통 과정에 GOTS 국제오가닉섬유기준 인증 과정을 얻은 오가닉 제품을 선보이고 있으며 김제동, 고창석, 조정치를 모델로 한 독특한 광고로 깊은 인상을 남겼다. 2012년에는 배우 원빈과 배우 강소라가 홍보 모델로 활동했다. 산하 브랜드로 마인드브릿지, 베이직하우스, 쥬시쥬디가 있다.
대표이사인 우종완은 2012년에 자살한 방송인 우종완과 동명이인이며, 우종완이 베이직하우스에서 크리에이티브 디렉터로 참여한 바 있다.
2013년에는 패션기업 최초로 유엔글로벌콤팩트에 가입하였다. 유엔글로벌콤팩트는 기업의 사회적 책임(CSR)을 다하기 위한 자발적 국제협약으로, 가입한 기업들은 환경, 노동, 인권, 반부패 4개 분야의 10대 원칙을 준수하고 이와 관련된 보고서를 매년 제출하여야 하며 티비에이치글로벌은 유엔글로벌콤팩트가 제시하는 10대 원칙을 고수하며 매년 보고서를 제출하고 있다.
2014년에는 인테리어 하도급 업체 근로자 인권을 위한 산재 보험 가입 의무화를 실시하고, 브랜드별 순직영 매장 근로자 전원(총 138명)을 직접 고용 방식으로 전환하여 고용에 대한 안정성을 몸소 실천하였다.
해외 소싱 생산 업체에서도 인권 침해 등의 노동 기본권이 지켜지고 있는지에 대한 체크리스트 현황 파악 및 노동 원칙을 지키기 위한 규정 초안을 마련하였다.

## 공익 사업
- 남아공 월드컵을 맞아 기아와 폭력으로 고통받으며 외면받는 아프리카 어린이들을 위해 유니세프와 파트너 쉽을 맺고[8] <네버얼론 티셔츠>를 제작하여 판매 수익금 1억원을 유니세프를 통해 기부하였다.[9]

- 2009년 2월 10일 자사에서 판매 중인 'Re-티셔츠'의 2008년 수익금 중 일부로 캄보디아에 <생명의 우물> 15개를 건립하였다고 하며, 우물에는 <Re-티셔츠> 화보 촬영에 참여한 전속모델의 이름이 새겨졌다고 한다.[10]
- 월드컵을 통해 전 국민에게 받은 사랑을 사회로 보답하고 축구 꿈나무를 육성하는 의미로 2006년 월드컵 이후 6년간 39개 학교 유소년 축구단에 "베이직하우스가 한국축구의 미래 유소년 축구단을 후원합니다"라는 메시지로 후원금을 지원했다.[11]
- 2013년 장애인의 일자리 창출을 위한 사회적기업 ‘천향’과 함께 오가닉 비누를 출시하고 ‘천향’의 자체 경쟁력 육성을 위해 아로마테라피스트 및 천연비누 전문가 등의 자문과 연구비용을 지원하였다.[12]
- 우한곤 회장은 2019년 5월 제97회 어린이날을 앞두고 아동복지 발전에 기여한 공로를 인정받아 '국민훈장 동백장'을 수여받았다. 우 회장은 1974년부터 45년간 지역사회 내 소외•저소득계층 아동을 위하여 오로지 개인자산으로 후원하고, 장학사업을 통해 유년시절 받았던 도움을 사회에 환원한 공을 인정받아 '국민훈장 동백장'을 수여받은 것으로 알려졌다.[13]

## 캠페인
- 2006년 독일 월드컵 당시 100만장[14]이 판매된 붉은악마의 공식 응원복 <Reds go together>가 바로 베이직하우스의 제품이다. 베이직하우스는 국민들의 염원을 담은 붉은악마 공식 응원복을 합리적인 가격에 판매함으로써 거리를 온통 붉게 물들였다.[15] 당시 베이직하우스는 광화문에 위치한 이순신 장군 동상이 붉은악마 티셔츠를 입고 있는 광고를 제작해 깊은 인상을 남겼다.[16]
- 2010년 유니세프와 공동으로 실시한 응원 티셔츠 한 장의 희망 <네버얼론> 캠페인은 대부분의 아프리카 어린이들이 아프리카 대륙에서 최초로 열리는 지구촌 축제를 즐기지 못한다는 점에서 착안해 국가대표팀 응원 티셔츠 판매 금액의 일부와 축구 팬들의 모금을 모아 유니세프를 통해 지원한 자선 캠페인이다. 대부분의 기업들이 단순히 국가대표팀을 응원하는 대규모 이벤트에 초점을 맞춘 것과는 대조적으로 전 국민적인 응원의 열기를 자선 활동으로 연결했다는 점에서 자선활동에 관심이 많은 팬들로부터 높은 호응을 얻었다.[9]
- 2014년 세계에서 가장 아름다운 언어 ‘한글’을 활용한 <입는한글> 전시를 개최하고 만화가, 캘리그래퍼, 그래픽디자이너 등 총 6명의 작가와 함께 제작한 한정판 <입는한글> 티셔츠를 비롯, 다양한 아티스트들이 표현한 한글 티셔츠 13종 등 총 20여 종의 한글 티셔츠를 선보였다. 특히 한정판 티셔츠 6종은 판매를 시작한 지 1시간만에 완판되는 기록을 세우기도 하였으며, 베이직하우스는 티셔츠 판매 수익 전액을 한글발전소 창립기금으로 기부했다.[17]
- 2014년 안중근 의사의 하얼빈 의거 105주년에는 안중근 의사를 재조명하는 아트 콜라보레이션 프로젝트 <도마정신(DOMA SPIRIT)> 캠페인을 선보이기도 했다. 아티스트 5인이 안중근 의사를 기리는 디자인 패턴을 제작해 베이직하우스 홈페이지에서 오픈소스로 대중에 무료 배포했으며, 패턴을 활용한 리미티드 에디션 배지와 에코백을 한정 제작해 판매, 수익금은 안중근 관련 비영리 단체에 전액 기부한 바 있다.[18]
- 또한 안중근 의사 하얼빈 의거 105주년 기념 두번째 프로젝트 <하얼빈행 야간열차를 타라!>에서는 안중근 의사를 티셔츠 디자인으로 표현하는 공모전을 실시하여 우승팀이 실제 의거 현장을 둘러볼 수 있는 3박 4일 하얼빈행 투어 기회를 제공하기도 했다.[19]
- 2014년 베이직하우스는 동물자유연대와 함께 동물 입양 가치와 의미를 전파하기 위해 유기동물 입양 캠페인 <사지마세요 입양하세요>를 진행하기도 했다. 반려동물을 모티브로 스노우캣, 올드독 작가와의 콜라보레이션 티셔츠를 출시했으며, 유기동물 입양 사연을 접수 받아 반려 동물과 함께 가족 사진을 찍는 기회를 제공하는 이벤트를 진행해 화제를 낳았다.[20]
- 동물 보호의 일환으로 모피 반대 캠페인인 ‘퍼 프리(Fur Free)’ 캠페인에 참여했다. 베이직하우스는 패션브랜드로는 최초로 모피 반대 캠페인에 참여하였으며, 이후 생산되는 제품에 리얼 퍼를 배제하고 있다.[21]

## 역대 베이직하우스의 모델
- 제11대 - 폴크래덕 (2015년)
- 제10대 - 원빈, 강소라 (2012년)[22]
- 제9대 - 원빈, 문근영 (2011년)[23]
- 제8대 - 김현중, 윤은혜 (2010년)[24]
- 제7대 - 현빈, 윤은혜 (2009년)[25]
- 제6대 - 박태환, 윤은혜 (2008년)[26]
- 제5대 - 조한선, 인순이, 아이비 (2006년~2007년)[27]
- 제4대 - 강동원, 김희 (2005년)[28]
- 제3대 - 고수, 조이진 (2003년~2004년)[29]
- 제2대 - 주진모, 장진영 (2002년)[30]
- 제1대 - 김래원, 김민선 (2001년)[31]